# Orknöjarlarnas saga

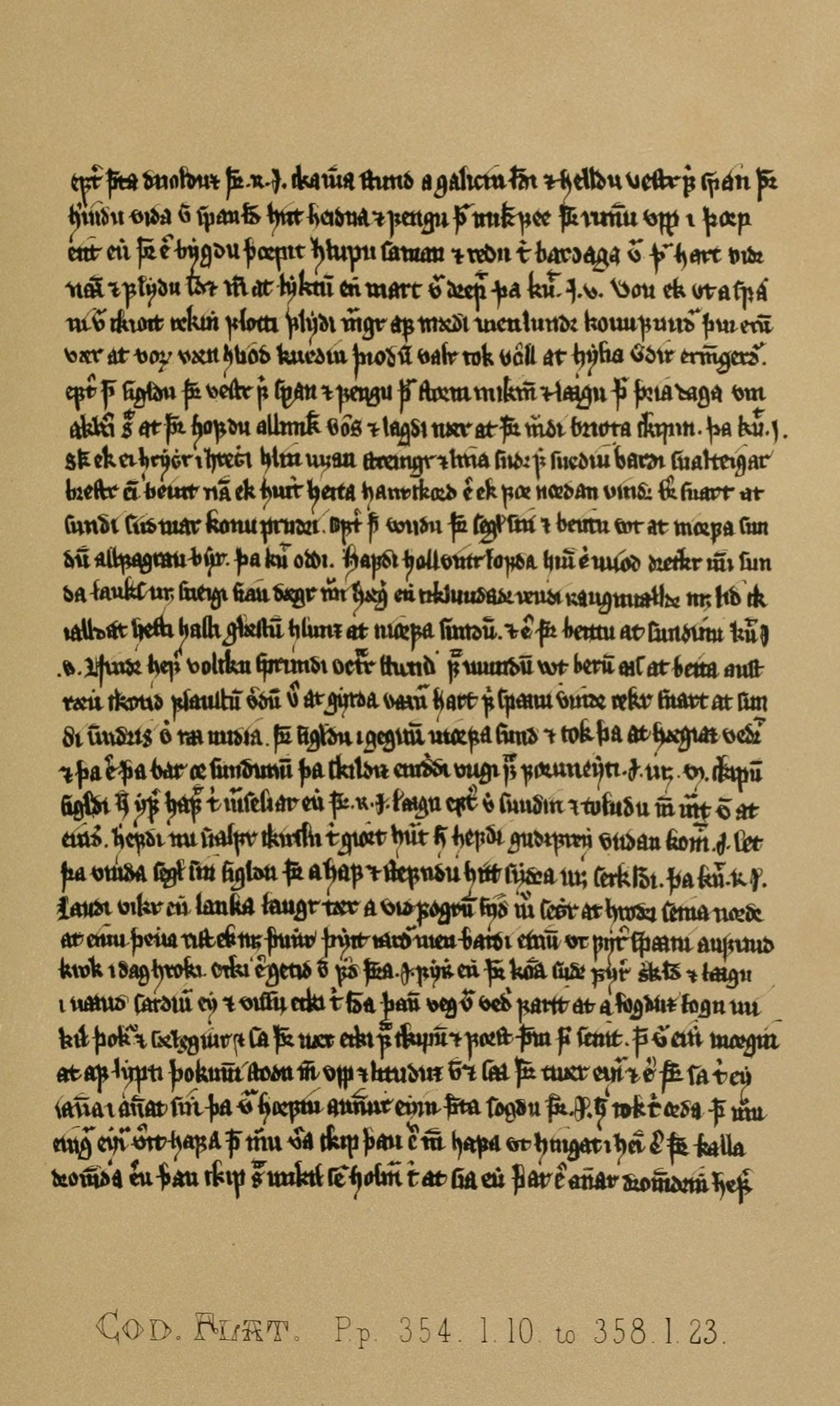
En sida från Orkneyinga saga, så som den ser ut i den isländska handskriften Flatöboken från sent 1300-tal

Orknöjarlarnas saga eller Orkneyinga saga är en isländsk saga med okänd upphovsman. Den är nedtecknad på 1200-talet och beskriver jarlarna på Orkneyöarnas historia under Norges regeringstid mellan 800- och 1200-talen. Hela sagan finns inte bevarad, utan de delar man känner till återfinns i Snorre Sturlasson historiska verk Heimskringla.
Sagan innehåller bland annat historien om kung Nor, som till fots och skidande beger sig ut för att söka sin syster Goe som blivit bortrövad för tre vintrar sedan i sitt hem i Kvenland. Med stort manskap färdas han norrut, förtrollas av arga samer som förbjuder honom korsa landet så de mister vettet och flyr ifrån strid, erövrar och gör sig till kung i flera delar av Norge, men utan att finna sin syster. Där träffar han sin bror Gor, som också sökt efter Goe men till sjöss på alla öar i Östersjön och till sist i Danmark. Men inte heller han hittar henne.
Nor beger sig vidare och kommer till en plats som kallas Hedemarken, där han finner att systern är bortrövad och bortgift av kungen Rolf från Berg. Han vill direkt ha tvekamp och båda slåss länge utan att börja blöda. Men ingen vinner och det blir till slut förlikning. Nor får Rolfs syster till maka, och Rolf fick behålla Goe. Efter detta fortsätter han sina erövringar och lägger under sig hela Norveg (Norge).
Berättelsen finns översatt till svenska av Ingegerd Fries.